# Imzuran
Imzuran (arab. امزورن, Imzūran; fr. Imzouren) – miasto w północnym Maroku, w regionie Tanger-Tetuan-Al-Husajma, w prowincji Al-Husajma. W 2014 roku liczyło 33 852 mieszkańców.